# Vollverb
Ein Vollverb ist ein Verb (Tätigkeitswort), das den inhaltlichen Kern eines Satzes bildet und allein als Prädikat eines Satzes dienen kann. Ein Vollverb ist also ein Verb, das ein Inhaltswort ist. Im Gegensatz dazu stehen verschiedene andere Klassen von Verben, die eher grammatische Funktionen haben, nur in Verbindung mit einem Vollverb auftreten können, und kleine geschlossene Klassen bilden, die nicht regelmäßig erweitert werden können. Die Klasse der Nicht-Vollverben wird verschieden eingeteilt, in der deutschen Grammatik unterscheidet man beispielsweise die Klassen Hilfsverben (haben, sein, werden; zur Bildung von Zeitformen und Passiv), Modalverben, Kopulaverben, und andere.
Die Bezeichnung Hauptverb wird oft bedeutungsgleich mit Vollverb verwendet, in manchen Einteilungen werden aber unter Hauptverben auch noch Kopula- und Funktionsverben eingeschlossen. Letztere können zwar nicht allein das Prädikat bilden, aber sie können das einzige Verb eines Prädikats sein.

## Beispiel
In dem Satz „Hans trägt die Tasche“ gibt es nur das flektierte Vollverb „tragen“. In der Satzvariante „Hans hat die Tasche getragen“ liegt das zweiteilige Prädikat „hat getragen“ vor. In diesem ist zu sehen, wie sich die verschiedenen Leistungen des Prädikats aufteilen: „hat“ als Hilfsverb trägt die grammatischen Merkmale Person, Numerus, Tempus und Modus und ist somit Träger der Finitheit des Satzes, also auch für das Erscheinen eines Nominativkasus am Subjekt verantwortlich. Der infinite Teil „getragen“ als Vollverb legt dagegen inhaltliche Eigenschaften des Satzes fest, darunter welche semantische Rolle der Ausdruck an Subjekt- und Objektposition spielt. Das heißt, das Vollverb „tragen“ gibt beispielsweise die Information, dass Hans Kraft aufwenden muss und dass die Tasche ihren Ort verändert.

## Vollverben im Kontrast zu Hilfsverben und Leichtverben

### Formgleichheit zu Hilfsverben
Es gibt im Deutschen Wörter, die in verschiedenen Varianten vorkommen, nämlich einmal als Vollverb und einmal in der Funktion von Hilfsverben. In dem Satz „Hans hat ein Auto“ ist hat ein transitives Vollverb in der Bedeutung „besitzen“; formgleich ist jedoch das Hilfsverb haben, das das Perfekt ausdrückt. Das Verb bekommen kann ein Vollverb sein („Meine Schwester bekommt ein Baby“); formgleich ist jedoch ein Hilfsverb für eine Variante des Passivs („Er bekam den Führerschein abgenommen“; siehe unter Aktiv und Passiv im Deutschen#Passiv mit „bekommen“).

### Unterschied zu Leichtverben
Eine weitere Abgrenzung ist die zwischen Vollverben und Leichtverben (ein Begriff, der Ähnlichkeiten mit dem bekannteren Begriff Funktionsverb hat). In der sprachwissenschaftlichen Literatur wird auf eine Unterscheidung hingewiesen, wonach Hilfsverben grammatische Kategorien ausdrücken (wie Zeitstufe oder Passiv in den Beispielen des vorigen Absatzes), jedoch Leichtverben Bestandteile der Ereignisbeschreibung beisteuern. Vergleiche: 
jemandem einen Tritt geben
jemanden treten
Die Verwendung des Verbs geben im ersten Beispiel ist kein Hilfsverb, denn statt grammatischer Eigenschaften drückt es Aspekte der Ereignisbeschreibung aus, wie den Übergang eines Impulses. Es ist auch kein Vollverb, denn die wesentlichen Merkmale in der inhaltlichen Beschreibung des Ereignisses kommen aus dem Substantiv Tritt; die Bedeutung der ganzen Konstruktion ist dem Verb treten sehr ähnlich. Das Leichtverb geben im obigen Beispiel modifiziert also lediglich die Ereignisbeschreibung die von Tritt bzw. treten gegeben wird. Es unterscheidet sich vom Vollverb durch eine rein schematische Bedeutung und dadurch, dass es in dieser Bedeutung nicht alleine stehen kann.
In der soeben dargestellten Definition des Leichtverbs ergibt sich, dass nicht jeder Satz ein Vollverb aufweisen muss.